# 集合！不可思議研究社
《集合！不可思議研究社》（日语：あつまれ！ふしぎ研究部），是日本漫畫家安部真弘繪製的日本漫畫作品，於《週刊少年Champion》2016年44號至2024年33號連載。 和安部真弘的另一作品《侵略！乌贼娘》相比尺度較大。

## 故事
三位少女因為沒有朋友有共同愛好而導致社員不足，就算把各自的社團合併成「以研究不可思議為目的」的「不可思議研究部」仍面臨閉團，這時因為不知道參加什麽社團而苦惱的五領大祐被老師拜托把東西搬到倉庫，而這間倉庫就是「不可思議研究部」的部室。

## 人物

### 南湘高校

#### 不可思議研究部
五領大祐
南湘高校一年生，就讀1年3班。因為被老師拜托把東西搬到倉庫卻跑到現作為「不可思議研究部」部室的舊倉庫，被部長大原用催眠術催眠簽下入部申請。
巨乳控，並有幸運色狼體質，經常因為大大小小的殺必死埸面勃起。
鈍感，一直未能察覺身邊女性對其抱有的好意，被媽媽和妹妹誤認鈴是其女友。
大原琴音
南湘高校三年生，「不可思議研究部」部長，主攻催眠術，對大祐有好感。
催眠技術高超，身穿白袍只是為了確立催眠師的形象。
擁有完美性格，巨乳和姣好身材，於校園內擁有極高人氣。
開始時是穩重可靠的形象，但隨著故事發展被發現其冒失的一面，事實上是個貪吃鬼，受體重問題困擾。
神田千晶
南湘高校二年生，主攻魔術。
外號『怪力千晶』，主張「魔術就是靠氣勢」而從沒成功過還經常弄壞道具，對大祐有好感。
性格男子氣，為四兄弟姊妹的長女，但隨故事發展對大祐的好感越發明顯，時常展現少女的一面。
二宮鈴
南湘高校一年生，主攻靈異事件。
外號『詛咒之鈴』，外表跟小學生差不多，經常抱著名叫「松子」的市松人偶，對大祐有好感。
以到大祐家拍攝靈異照片和過夜為契機，與大祐的妹妹結變得十分友好，並經常一同遊玩。
故事開始時因為詛咒人偶的關係於班級內被孤立，但經研究部於體育祭一連的表現後開始與山下湊為首的女同學有交流，並逐漸友好。
平塚和香
南湘高校一年生，原化學部成員，因為化學部被廢部從而失去立足之地。在暑假沒人的情況下占據了不可思議研究部。
擅長科學知識，常用的自製化學品有媚藥和只溶解布料的藥，脫下厚重眼鏡的話是校園偶像等級的美少女，對大祐有好感。
於第七十六話暫時加入研究部，後於第一百五十七話正式加入。
春日野旭
保健老師，亦是不可思議研究部的顧問。研究占卜，性格極為天然。

#### 其他
高浜麗子
南湘高校二年生，風紀委員。
有不健全妄想癖，會對任何日常用品展開妄想，對大祐有明顯好感。
中山花子
原南湘高校學生，已經死了很久了。
第七十二話登場。
因鈴的降靈術，附身到旭老師身上。想與男生談戀愛。
最後附身到松子身上與大祐親嘴成佛了。
田中良子
南湘高校一年級三班生。大祐的同桌同學。
容易與別人自來熟。在校外打工時被大祐發現，與大祐成為了好朋友。
辣妹系。
在第一次人氣投票中排名第6。
飯野響子
獲得縣賽冠軍的摔跤部的女性成員。
在南湘祭美少女選美大賽中落敗於琴音。
在第一次人氣投票中排名第12。

## 出版書籍
| 冊數 | 秋田書店      | 秋田書店               | 青文出版社     | 青文出版社             |
| 冊數 | 發售日期      | ISBN                   | 發售日期       | EAN                    |
| ---- | ------------- | ---------------------- | -------------- | ---------------------- |
| 1    | 2017年4月7日  | ISBN 978-4-253-22821-3 | 2018年6月21日  | ISBN 471-8016-02967-5  |
| 2    | 2017年9月7日  | ISBN 978-4-253-22822-0 | 2018年9月19日  | ISBN 978-986-356-572-7 |
| 3    | 2018年2月8日  | ISBN 978-4-253-22823-7 | 2019年2月21日  | ISBN 978-986-356-818-6 |
| 4    | 2018年7月6日  | ISBN 978-4-253-22824-4 | 2019年11月11日 | ISBN 978-986-512-135-8 |
| 5    | 2018年12月7日 | ISBN 978-4-253-22825-1 |                |                        |
| 6    | 2019年5月8日  | ISBN 978-4-253-22826-8 |                |                        |
| 7    | 2019年9月6日  | ISBN 978-4-253-22827-5 |                |                        |
| 8    | 2020年2月7日  | ISBN 978-4-253-22828-2 |                |                        |
| 9    | 2020年8月6日  | ISBN 978-4-253-22829-9 |                |                        |
| 10   | 2020年12月8日 | ISBN 978-4-253-22830-5 |                |                        |
| 11   | 2021年4月8日  | ISBN 978-4-253-22831-2 |                |                        |
| 12   | 2021年9月8日  | ISBN 978-4-253-22832-9 |                |                        |
| 13   | 2022年3月8日  | ISBN 978-4-253-22833-6 |                |                        |
| 14   | 2022年7月7日  | ISBN 978-4-253-22834-3 |                |                        |
| 15   | 2022年3月8日  | ISBN 978-4-253-22835-0 |                |                        |
| 16   | 2022年3月8日  | ISBN 978-4-253-22836-7 |                |                        |
| 17   | 2023年8月8日  | ISBN 978-4-253-22837-4 |                |                        |
| 18   | 2024年1月5日  | ISBN 978-4-253-22838-1 |                |                        |
| 19   | 2024年6月7日  | ISBN 978-4-253-22839-8 |                |                        |
| 20   | 2024年10月8日 | ISBN 978-4-253-22840-4 |                |                        |

## 外部連結
- 集合！不可思議研究社的X（前Twitter） （日語）
- 作者HP The Longest Runway （页面存档备份，存于） （日語）